# Beate Langmaack

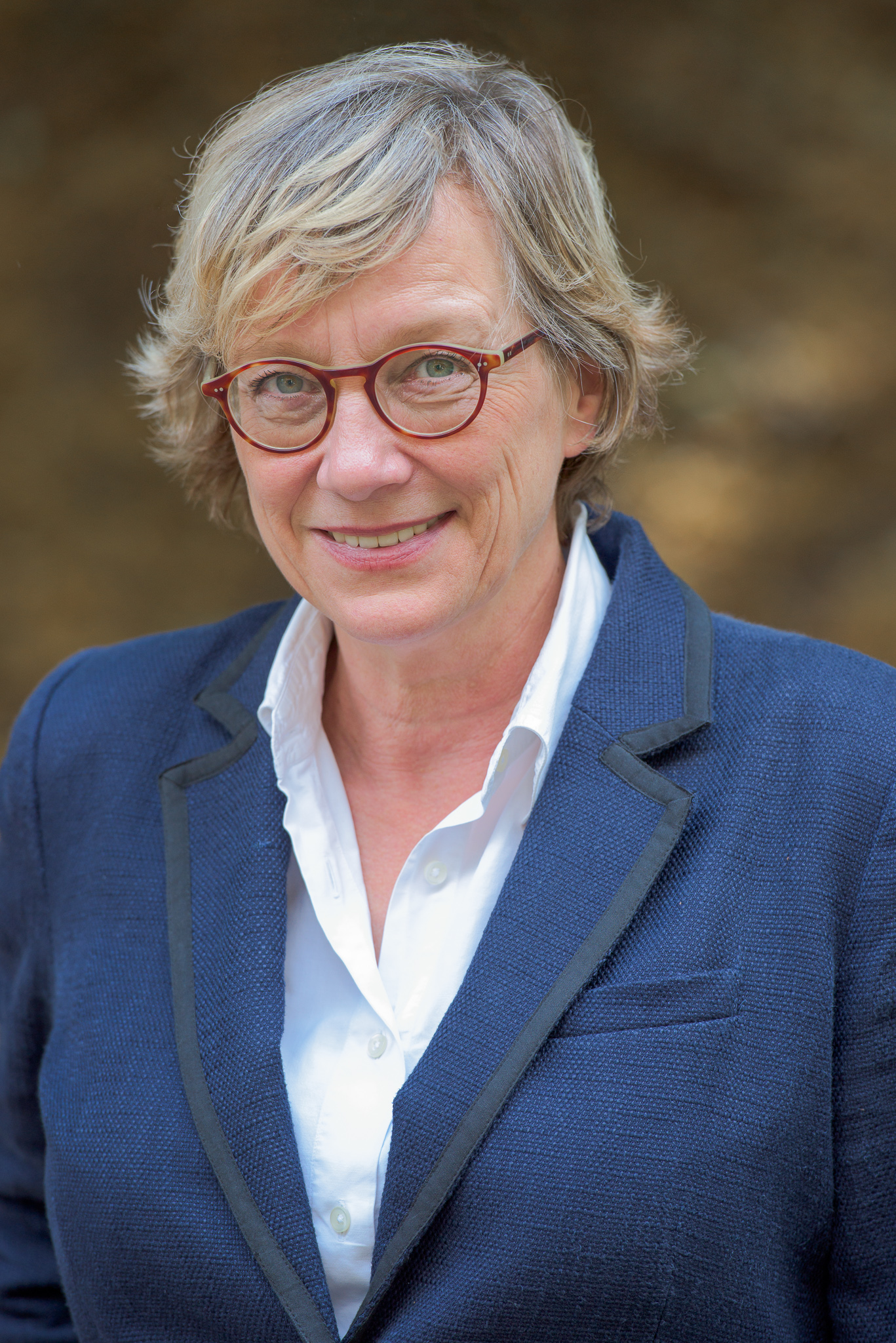
Beate Langmaack, 2015

Beate Langmaack (* 2. Dezember 1957 in Hamburg) ist eine deutsche Drehbuchautorin.

## Leben
Während und nach dem Studium der Germanistik, Theaterwissenschaften und Philosophie in Berlin (1977 bis 1982, Magister-Abschluss) arbeitete Beate Langmaack erst als Lokalreporterin, dann als Filmrequisiteurin und Szenenbildnerin. 1987 schrieb sie ihr erstes Drehbuch, Martha Jellneck, aus dem ein mehrfach preisgekrönter Spielfilm mit Heidemarie Hatheyer in der Hauptrolle sowie später ein Bühnenstück entstand.
Für ihre Drehbücher bekam sie u. a. die 'Nymphe d'Or' (Goldene Nymphe) in Monte Carlo, den 'Polizeistern' der Hamburger Polizei, zweimal den Deutschen Fernsehpreis, dreimal den Robert-Geisendörfer-Preis und fünfmal den Grimme-Preis.
Das Beate-Langmaack-Archiv befindet sich in der Akademie der Künste, Berlin.
Zusammen mit Richard Reitinger leitete Beate Langmaack von 2005 bis Oktober 2022 den Bereich Drehbuch der Hamburg Media School.

## Filmografie (Auswahl)
- 1988: Martha Jellneck[6]
- 1991: Das Sommeralbum
- 1999: Der Hurenstreik – Eine Liebe auf St. Pauli
- 2000: Hat er Arbeit?
- 2002: Königskinder
- 2003: Polizeiruf 110 – Verloren (Fernsehreihe)
- 2003: Leben wäre schön
- 2004: Polizeiruf 110 – Dumm wie Brot
- 2004: Polizeiruf 110 – Winterende
- 2005: Bella Block: Die Frau des Teppichlegers
- 2005: Polizeiruf 110 – Resturlaub
- 2005: Polizeiruf 110 – Vorwärts wie rückwärts
- 2006: Guten Morgen, Herr Grothe (Fernsehfilm)
- 2006: Polizeiruf 110 – Matrosenbraut
- 2006: Neger, Neger, Schornsteinfeger!
- 2008: Willkommen im Westerwald
- 2009: Bella Block: Das Schweigen der Kommissarin (Fernsehreihe)
- 2010: Alles Liebe (Fernsehfilm)
- 2010: Tatort – Die Unmöglichkeit, sich den Tod vorzustellen (Fernsehreihe)
- 2011: Blaubeerblau
- 2012: Zeit der Helden (Echtzeit-Fernsehserie) zusammen mit Daniel Nocke
- 2014: Weiter als der Ozean (Fernsehfilm)
- 2014: Zeit der Zimmerbrände (Fernsehfilm)
- 2015: Frau Roggenschaubs Reise (Fernsehfilm)
- 2016: Tatort – Das Recht, sich zu sorgen
- 2017: Die Konfirmation (Fernsehfilm)
- 2017: Bella Block: Stille Wasser
- 2018: Tatort – Tiere der Großstadt
- 2019: Hanne (Fernsehfilm)
- 2020: Mein Altweibersommer (Fernsehfilm)
- 2021: Das Versprechen (Fernsehfilm)
- 2023: Mein Falke (Fernsehfilm)

## Auszeichnungen
- 2001: Kasseler Bürgerpreis Das Glas der Vernunft für Mein Bruder, der Idiot (zusammen mit Heike Richter-Karst und Kai Wessel)
- 2002: Deutscher Fernsehpreis (Bestes Buch) und Robert-Geisendörfer-Preis für den Film Hat er Arbeit?
- 2005: Adolf-Grimme-Preis Spezial für die Neugestaltung der Polizeiruf-110-Folgen des Polizeiteams aus Schwerin zusammen mit Henry Hübchen und Uwe Steimle.
- 2006: Bayerischer Fernsehpreis für Polizeiruf 110: Vorwärts wie Rückwärts
- 2006: Robert-Geisendörfer-Preis für Bella Block: Die Frau des Teppichlegers
- 2007: Fernsehfilmpreis der Deutschen Akademie der Darstellenden Künste für Guten Morgen, Herr Grothe
- 2008: Adolf-Grimme-Preis für Guten Morgen, Herr Grothe
- 2008: Goldene Nymphe des Internationalen Festival de Télévision de Monte Carlo für Guten Morgen, Herr Grothe (Best Script)[7]
- 2009: Polizeistern der Hamburger Polizei für ihre Drehbücher zu 'Polizeiruf 110' und 'Bella Block'[8]
- 2009: Civis – Europas Medienpreis für Integration für Willkommen im Westerwald
- 2013: Adolf-Grimme-Preis (Publikumspreis der Marler Gruppe) für Blaubeerblau
- 2013: Robert-Geisendörfer-Preis für Blaubeerblau zusammen mit Rainer Kaufmann[9]
- 2013: Preis der Deutschen Akademie für Fernsehen in der Kategorie Drehbuch für 'Blaubeerblau'[10]
- 2013: Deutscher Fernsehpreis (Beste Serie) für 'Zeit der Helden'
- 2014: Grimme-Preis für Zeit der Helden[11]
- 2020: Grimme-Preis für Hanne
- 2024 Mein Falke / My Falcon – New York Festivals Finalist Award Winner[12]